# Ангола
Респу́бліка Анго́ла (порт. República de Angola, кон. Repubilika ya Ngola, кімбунду і умбунду Repubilika ya Ngola) — держава на південному заході Африки, у минулому португальська колонія. Член ООН з 1 грудня 1976 року. Площа: 1246,7 тис. км² (23-тє місце у світі). Населення — 24,34 млн осіб (оцінка 2014 року) (68-ме місце у світі), найбільша етнічна група — овімбунду. Столиця — Луанда. Понад 98 % населення — народи мовної групи нігер-конго. Офіційна мова — португальська. Грошова одиниця — кванза.

## Походження назви
Офіційна назва — Республіка Ангола (порт. Republica de Angola), скорочено Ангола (порт. Angola). Назва країни походить від спотвореної португальцями назви титулу правителів держави Ндонго (порт. ngola), що існувала в XV—XVII століттях — нгола. Колишня назва Народна Республіка Ангола.

## Географія
Держава розташована в Південній Африці. На півночі межує з ДР Конго (спільний кордон — 2511 км, з яких 220 км є кордоном провінції Кабінда) і Конго (210 км, ексклав Кабінда); на сході — з Замбією (1110 км); на півдні — з Намібією (1376 км). Сухопутні кордони загалом — 5198 км. На заході омивається водами Атлантичного океану — 1600 км.

### Геологія
У надрах країни виявлено поклади алмазів, нафти (родовища Бегонія, Жасмін, Далія), марганцевих, мідних, уранових, поліметалевих руд, золота, слюди та ін. У Республіки є істотні ресурси природного газу: на 2009 рік його запаси становили близько 300 млрд м³. Для родовищ Анголи характерна велика глибина залягання пластів і великі глибини шельфу, що здорожує видобуток.

### Рельєф

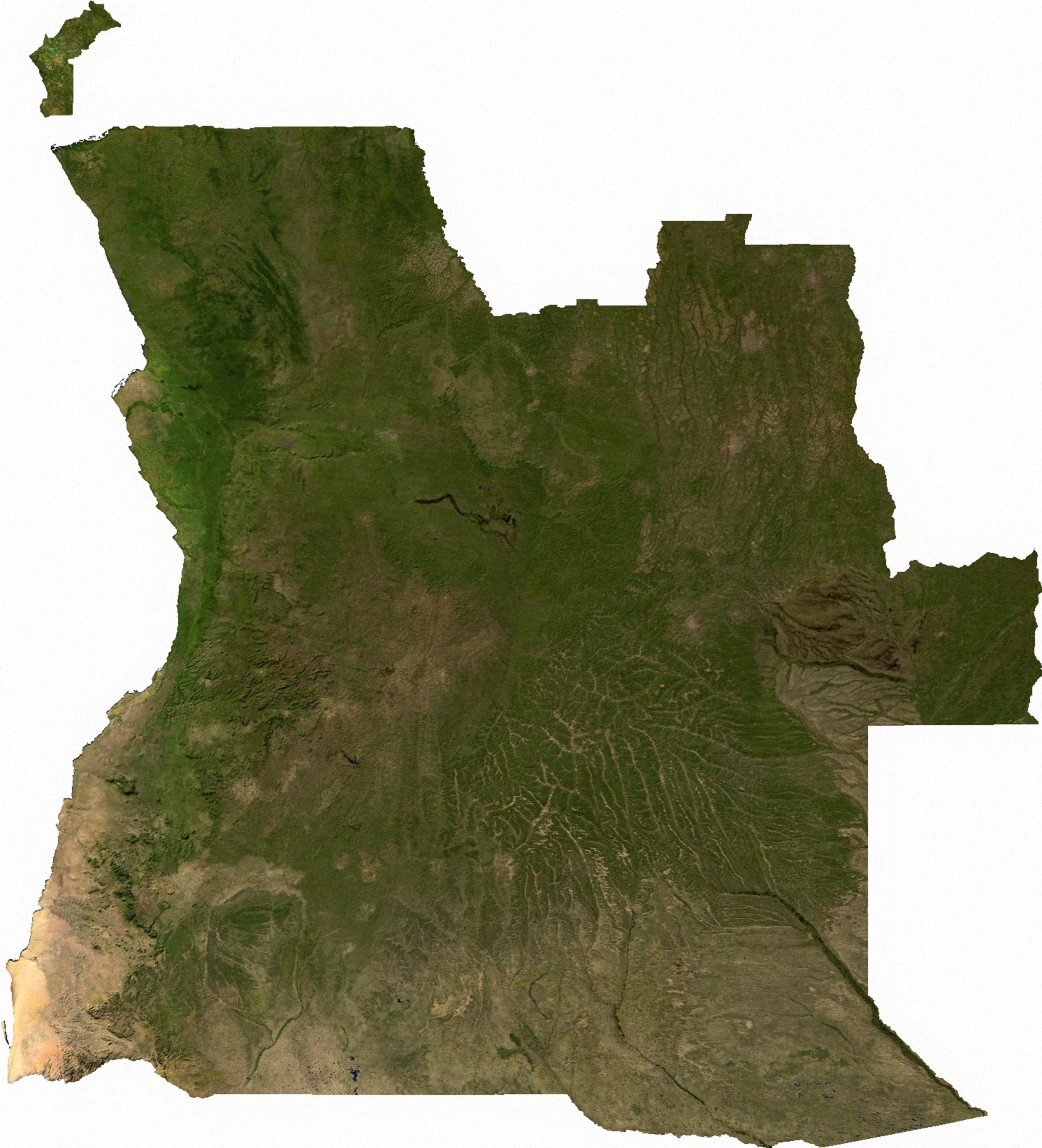
Супутниковий знімок території Анголи

Більшу частину території Анголи займає плоскогір'я заввишки 1000—1500 м. На заході — гірський масив Біє з найвищою вершиною країни — горою Моко (2610 м). На крайньому півдні — пустеля. Уздовж узбережжя Атлантичного океану вузькою смугою простягається приморська низовина. Берегова лінія порізана слабко, гаваней мало.

### Клімат
Клімат країни тропічний, мусонний, жаркий, посушливий узимку й вологий улітку. Пересічна температура найтеплішого місяця від +21…+29 °C, найхолоднішого — від +15…+22 °C. Атмосферних опадів у внутрішніх районах 500—1500 мм, на узбережжі 50—500 мм.

### Гідрографія
Для Анголи властива густа річкова мережа, велика частина річок багата на пороги та водоспади. Найбільші річки: Кванза, Квіто, Кунене, Кубанго, притоки Конго: Касаї та Кванго; частиною території Анголи тече річка Замбезі. Річки порожисті, мають великі запаси гідроенергії. Судноплавні: Кванза і Шилванго.
Річки, що стікають із західних схилів плоскогір'я, впадають в Атлантичний океан, з північних схилів — впадають до Конго, з південно-східних — у Замбезі, з південних — губляться в пісках Калахарі. Під час тривалого сезону дощів річки сильно розливаються, у сухий сезон міліють, а на півдні пересихають. Рівень води у них коливається протягом року.

### Ґрунти і рослинність
Рослинність внутрішніх районів країни представлена сухим рідколіссям на фералітних ґрунтах, на узбережжі — савана на червоно-бурих ґрунтах. По долинах річок — галерейні ліси, з олійною пальмою та ліанами. Ліси і рідколісся займають близько 40 % території Анголи. Вологі тропічні ліси зосереджені на північному сході країни.

### Охорона навколишнього середовища
Створено національні парки (Куанза, Кунене), що приваблюють міжнародних туристів.

## Історія

### Давня історія
На території Анголи з XIV століття існувала держава Конго зі столицею в місті Мбанза-Конго, з XV століття — Ндонго, Лунда, Бенгела, з XVII століття — Матамба і Касанже.

### Колоніальний період
У 1482 році на узбережжі з'явилися португальці з експедиції Діогу Кана. У XVI столітті вони заснували кілька фортів на узбережжі, у тому числі Сан-Паулу-ді-Луанда у 1576 році, який став центром подальшої колонізації. Опір португальським загарбникам у XVII столітті очолила правителька держав Ндонго і Матамба Зінга Мбанді Нгола. Після її смерті держава Ндонго розпалася під ударами португальських колонізаторів. Держава Лунда зберігала незалежність до кінця XIX століття. Фактично Португалія окупувала всю внутрішню територію Анголи лише на початку 1920-х років. Указ португальського короля від 11 січня 1758 року розпочав еру работоргівлі в країні (за століття існування якої, до середини XIX століття, з Анголи було вивезено близько 5 млн чол. на плантації кави, каучуку і цукрової тростини до Бразилії). У 1836 році работоргівля була заборонена королем (проте контрабанда рабами продовжувалася до 1852 року), що завдало значного удару по колоніальному господарству.
|                       |                                       |                              |
| Португальська імперія | Падран Діогу Кана на розі Санта-Марія | Королівства Анголи, 1770 рік |

Берлінська конференція 1884—1885 років остаточно визначила кордони в Анголі між Англією, Бельгією, Німеччиною, Португалією і Францією; кордони були закріплені двосторонніми угодами Португалії з країнами-учасницями конференції впродовж 1885—1894 років.
У 1900—1910 роках відбувались національно-визвольні повстання проти влади Португалії, які були придушені португальськими військами. У 1929 році було введено політичний, цивільний і кримінальний статут про тубільців, згідно з яким африканські жителі португальських колоній розподілялися на «індіженуш» (тубільці) і «ассиміладуш» (асимільовані). «Індіженуш» зазнавали дискримінації, примусової праці і довільного оподаткування. «Ассиміладуш» могли стати африканці, які прийняли християнство, добре володіли португальською мовою, мали постійний прибуток і вели європейський спосіб життя. До 1940 статус «асимільованих» отримали 0,6 % населення (24 тис. осіб). Дія політичного, цивільного і кримінального статуту про тубільців (система індіжената) скасована в 1961 році. Заморська провінція Ангола управлялась генерал-губернатором, при якому діяли економіко-соціальна і законодавча ради, обидві радше з консультативними функціями.
До 1951 року, коли Ангола була оголошена «заморською провінцією», країна мала статус португальської колонії. Народ Анголи вів постійну боротьбу проти колонізаторів. У 1961 році спалахує антипортугальське повстання на чолі з Холденом Роберто (лідером угруповання УПА, а потім ФНЛА). Табори повстанців розташовувались на території сусіднього Заїру. Згодом до повстання приєднався Народний рух за визволення Анголи (МПЛА). Від цього року починається війни за незалежність, що тривала близько 15 років. У 1962 році було утворено перший тимчасовий уряд ангольської республіки у вигнанні на чолі з Холденом Роберто. У 1966 році відбулася перша збройна акція УНІТА на чолі з Жонасом Савімбі — колишнім представником народу овімбунду в ФНЛА і сподвижником Холдена Роберто.

### Незалежність
Після повалення у квітні 1974 року диктатури в Португалії новообраний демократичний португальський уряд визнав право народу Анголи на незалежність.
11 листопада 1975 року в місті Луанда було проголошено незалежність Анголи. Першим президентом країни став лідер МПЛА Агоштінью Нету. У країні було створено перехідний уряд.
Проте, непорозуміння щодо подальшого державотворницького процесу між Національним фронтом за звільнення Анголи (ФНЛА) та Національним союзом за повну незалежність Анголи (УНІТА) — зірвало його роботу.
У 1975 році до країни введений міжнародний військовий контингент (Заїр, Марокко, ПАР), який у березні 1976 року розгромили повстанці.
У 1975 році прорадянське керівництво втягнуло у внутрішній конфлікт регулярну кубинську армію. УНІТА використала допомогу Південно-Африканської Республіки. У 1979 році президентом Анголи став новий лідер МПЛА Жозе Едуарду душ Сантуш.
Тривалий час точилася громадянська війна між урядом МПЛА й УНІТА, 31 травня 1991 року вони підписали пакет угод про мирне врегулювання.
У 1992 році, позбувшись радянської підтримки, МПЛА переорієнтувалася на США. У 2002 році громадянська війна в Анголі закінчилася.
21 січня 2010 року парламент країни прийняв нову конституцію, що посилила президентську владу та передала всю землю у державну власність.

## Політична система
Ангола за формою правління є президентською республікою, глава держави — президент. Керівник уряду — прем'єр-міністр. Державний устрій — унітарна держава.
Згідно з конституційним законом 1975 року (з поправками, прийнятими у 1991 і 1992 роках), Ангола — демократична республіка, правова держава, головна мета якої — побудова вільного демократичного суспільства на засадах миру, справедливості і соціального прогресу. На початку процесу державотворення згідно з конституційним законом 1976 року на єдину і владну партію — Народний рух за визволення Анголи (МПЛА) було покладено «політичне, економічне та соціальне керівництво нацією», що призвело до перманентної громадянської війни. Члени політбюро МПЛА увійшли до складу Революційної ради (РР) — найвищого законодавчого та виконавчого органу республіки.
Глава держави, президент також очолює МПЛА і збройні сили країни, від 1979 року Жозе Едуарду душ Сантуш. За конституційними поправками 1991 року обирається прямим і таємним голосуванням на 5 років із правом переобрання ще на 3 строки.

### Виконавча влада
Виконавчу владу здійснює уряд Анголи. Прем'єр-міністра призначає президент. Склад уряду затверджує Національна асамблея.

### Парламент
Законодавчу владу здійснює Національна асамблея у складі 220 депутатів, які обираються прямим і таємним голосуванням за системою пропорційного представництва: 130 депутатів — за загальнонаціональним списком, 90 — від провінцій (по 5 від кожної). У вересні 1992 року в Анголі відбулися перші після 1975 року багатопартійні вибори до парламенту.

#### Політичні партії
На парламентських виборах 1992 року до парламенту Анголи пройшли наступні політичні партії:
- Народний рух за визволення Анголи (МПЛА), заснований у 1956 році — 129 місць (59 %);
- Національний союз за повне визволення Анголи (УНІТА) — 70 місць (32 %);
- Партія соціального поновлення — 6 місць (3 %)[14].

Національна спілка трудящих Анголи (профспілкові об'єднання) заснована у 1954 році.

### Зовнішня політика
У зовнішній політиці Ангола протягом перших 15 років незалежності дотримувалась просоціалістичного антиколоніалістського курсу. Між Анголою і СРСР у 1975 році було встановлено дипломатичні відносини. У травні 1976 року підписано Декларацію про основи дружніх взаємовідносин і співробітництва, угоду про культурне і наукове співробітництво та інші документи; у жовтні 1976 року підписаний радянсько-ангольський Договір про дружбу та співробітництво.
Ангола — член Організації Африканської Єдності. З 1976 року — член ООН.

#### Українсько-ангольські відносини
Уряд Анголи офіційно визнав незалежність України 30 вересня 1994 року, дипломатичні відносини з Україною встановлено того ж дня. Дипломатичних і консульських представництв в Україні не створено, найближче посольство Анголи, що відає справами щодо України, знаходиться в Москві (Російська Федерація). Справами України в Анголі відає українське посольство в Анголі.

## Адміністративно-територіальній поділ

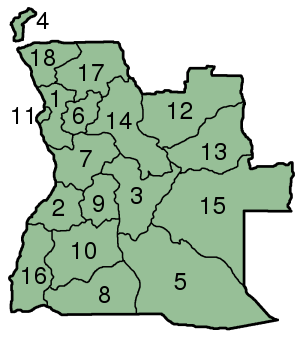
Карта Анголи з пронумерованими провінціями

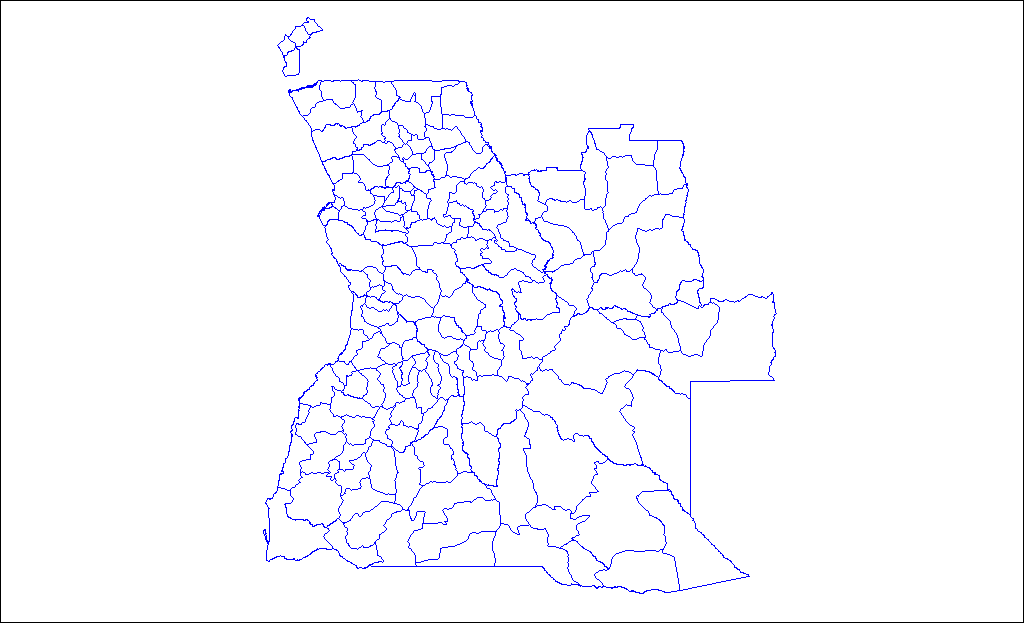
Карта муніципалітетів Анголи

В адміністративному відношенні Ангола поділяється на 18 провінцій (порт. província), включно з ексклавом Кабінда, що лежить на північ від гирла річки Конго, які, у свою чергу, діляться на 163 муніципалітети (порт. município) і 618 комун (порт. comunas).
1. Бенго (порт. Bengo), адм. центр — Кашито (порт. Caxito)
2. Бенгела (порт. Benguela), адм. центр — Бенгела
3. Біє (порт. Bié), центр — Куїто (порт. Kuito)
4. Кабінда (порт. Cabinda), адм. центр — Кабінда
5. Квандо-Кубанго (порт. Cuando Cubango), адм. центр — Менонге (порт. Menongue)
6. Північна Кванза (порт. Cuanza Norte), адм. центр — Ндалатандо (порт. N'dalatando)
7. Південна Кванза (порт. Cuanza Sul), адм. центр — Сумбе (порт. Sumbe)
8. Кунене (порт. Cunene), адм. центр — Онджива (порт. Ondjiva)
9. Уамбо (порт. Huambo), адм. центр — Уамбо
10. Уїла (порт. Huíla), адм. центр — Лубанго (порт. Lubango)
11. Луанда (порт. Luanda), адм. центр — Луанда, столиця держави
12. Північна Лунда (порт. Lunda Norte), адм. центр — Лукапа (порт. Lucapa)
13. Південна Лунда (порт. Lunda Sul), адм. центр — Сауримо (порт. Saurimo)
14. Маланже (порт. Malanje), адм. центр — Маланже
15. Мошико (порт. Moxico), адм. центр — Луена (порт. Luena)
16. Намібе (порт. Namibe), адм. центр — Намібе
17. Уїже (порт. Uíge), адм. центр — Уїже
18. Заїре (порт. Zaire), адм. центр — Мбанза-Конго (порт. M'Banza-Kongo)

## Збройні сили
Чисельність збройних сил у 2000 році складала 107,5 тис. військовослужбовців. Загальні витрати на армію склали 540 млн доларів США. Верховним головнокомандувачем збройних сил Анголи є президент держави, з 2017 року Жуан Лоренсу.

## Економіка
Ангола — аграрна держава з розвиненою нафтовидобувною галуззю промисловості (провінція Кабінда). Економіка країни базується на сільському господарстві, видобутку нафти, газу, алмазів і мінеральних копалин. Валовий внутрішній продукт (ВВП) за даними Міжнародного валютного фонду у 2006 році склав 51,9 млрд доларів США (78-ме місце у світі), у 2014 році — вже 139 млрд (64-те місце у світі); що у перерахунку на одну особу у 2006 році становило 4,3 тис. доларів (112-те місце у світі), у 2014 — 6,5 тис. (107-ме місце у світі). Промисловість разом із будівництвом становить 65,8 % від ВВП держави; аграрне виробництво разом із лісовим господарством і рибальством — 9,6 %; сфера обслуговування — 24,6 % (станом на 2006 рік). Зайнятість активного населення у господарстві країни розподіляється наступним чином: 85 % — аграрне, лісове і рибне господарства; 15 % — промисловість і сфера обслуговування (станом на 2006 рік).
Надходження в державний бюджет Анголи за 2006 рік склали 11 млрд доларів США, а витрати — 9,7 млрд; профіцит становив 13 %.
Після здобуття незалежності було націоналізовано великі підприємства іноземних компаній у сталеплавильній, цукровій, текстильній та інших галузях обробної промисловості, великі плантації кавового дерева; створено державні господарства й кооперативи.

### Валюта
Від 1977 року національна валюта Анголи — кванза.

### Промисловість
Головними галузями промисловості є гірнича (нафтовидобувна), харчова, текстильна. Головні промислові центри — Луанда і Лобіту.
В Анголі за часів португальського колоніалізму були збудовані: нафтопереробний, цементні, шинний заводи, текстильні фабрики, підприємства з переробки сільськогосподарської сировини (каво- і рисоочисні, цукрові та рибопереробні заводи).

### Гірнича промисловість
Провідна галузь промисловості — гірничодобувна, становить до 50 % ВВП. Головними галузями гірничої промисловості є видобуток і переробка нафти (оцінка станом на 1975 рік — 6 млн тонн), видобуток алмазів (оцінка станом на 1975 рік — 1,2 млн каратів). У 2004 році видобуток нафти становив 580 млн барелів (90 млн тонн). Видобувають також залізну, марганцеву та мідну руди, природний асфальт.

### Енергетика
Електроенергію виробляють переважно ГЕС. За 2004 рік було вироблено 2,2 млрд кВт·год електроенергії (експортовано 0 млн кВт·год); загальний обсяг спожитої — 2 млрд кВт·год (імпортовано 0 млн кВт·год).
У 2004 році споживання нафти склало 48 тис. барелів на добу, природного газу — 750 млн м³ (усі власного видобутку, не експортується).

### Агровиробництво
У сільськогосподарському обробітку знаходиться 3 % площі держави. Понад 2/3 самодіяльного населення зайнято в сільському господарстві. Переважає землеробство. Головні сільськогосподарські культури: банани, кава — 210 тис. тонн у 1973 році, цукрова тростина — 900 тис. тонн у 1973 році, кокоси, кукурудза, сизаль — 62 тис. тонн у 1973 році. Велике значення мають також просо, рис, батат, арахіс й тютюн.
У тваринницькій галузі налічується 3 млн голів великої рогатої худоби й 2 млн кіз. Тваринництво повністю не задовольняє потреб країни.
Розвинуте морське рибальство, у 1973 році вилов риби і морепродуктів становив 467 тис. тонн. Запаси риби в економічній зоні Анголи, за оцінками ООН, складають близько 1 млн тонн. У 1998 році національними компаніями і кораблями Іспанії, Португалії, ПАР, Південної Кореї, Китаю і Росії виловлено 202 тис. тонн риби, у 1999 році — вже 240 тис. тонн.
Розвинена лісова промисловість, у східних районах Анголи (провінції Південна Лунда і Мошико), а також у Кабінді ведеться заготівля цінних порід деревини (чорного, червоного і жовтого дерева), яка йде на експорт. У районі Бенгели в лісорозсадниках вирощуються евкаліпти, що швидко ростуть.

### Транспорт
Загальна протяжність залізниць станом на 1975 рік становила 3,5 тис. км; автошляхів — 15,5 тис. км. Після громадянської війни в експлуатації залишилось 2,7 тис. км залізниць (з яких 2638 км мають ширину колії 1067 мм і 123 км — 600 мм). Перша залізнична лінія була побудована в 1909 році. Є три залізничні лінії, не пов'язані між собою, які з'єднують центральні райони країни з портами на узбережжі Атлантичного океану. Маса погонного метра рейки 30, 40 і 45 кг, дерев'яні шпали. Основні вантажі: нафтопродукти, цемент, азбест, бавовна, кава та інші продукти сільського господарства. У локомотивному парку є тепловози і паровози.
Морські порти: Лобіту, Луанда, Кабінда і Мосамедіш.
У Луанді — аеропорт міжнародного значення.

### Туризм
У 1996 році Анголу прибуток від іноземних туристів становив 9 млн доларів США. Міжнародних туристів, що приїздять до Анголи, приваблюють національні парки (Куанза, Кунене), водоспади і міжгір'я, багата фауна саван і тропічних лісів.

### Зовнішня торгівля
Основні торговельні партнери Анголи: США, Китай, Республіка Корея, Франція, Португалія, Південно-Африканська Республіка.
Держава експортує: нафту (90 %), алмази (6 %), каву, залізну руду, сизаль, пальмову олію, банани, текстильні вироби. Основні покупці: США (40 %); Китай (30 %); Франція (8 %). У 2006 році вартість експорту склала 35,5 млн доларів США.
Держава імпортує: промислові вироби, продукти харчування, хімічні товари. Основні імпортери: Корея (21 %); Португалія (14 %); США (12 %), ПАР (7 %). У 2006 році вартість імпорту склала 10,2 млн доларів США.
У перші роки незалежності Ангола інтенсивно розвивала економічні й політичні зв'язки з соціалістичними країнами. Були підписані довгострокові торгово-економічні угоди про співробітництво з СРСР, Кубою, НДР, Болгарією.

## Населення
Населення країни за оцінками 2014 року становить 24,38 млн осіб. У 1968 році населення країни складало 5,36 млн осіб, у 2006 році — 11 млн осіб (68-е місце у світі). Густота населення: 8,3 осіб/км² (175-е місце у світі). ще в середині 1970-х років складала близько 5 осіб на 1 км². Згідно зі статистичними даними за 2006 рік народжуваність 45,1 ‰; смертність 24,2 ‰; природний приріст 20,9 ‰.
Вікова піраміда населення виглядає наступним чином (станом на 2006 рік):
- діти віком до 14 років — 43,7 % (2,7 млн чоловіків, 2,6 млн жінок);
- дорослі (15—64 років) — 53,5 % (3,3 млн чоловіків, 3,2 млн жінок);
- особи похилого віку (65 років і старші) — 2,8 % (0,15 млн чоловіків, 0,19 млн жінок).

Індекс людського розвитку Анголи у 2014 році за даними ООН становив 0,526 (149 місце у світі)

### Урбанізація
Рівень урбанізованості у 2000 році склав 32 %. Головні міста держави: Луанда (2555 тис. осіб), Уамбо (300 тис. осіб), Бенгела (155 тис. осіб). У 1975 році в містах проживало 17 % населення.

### Етнічний склад

Етнічні групи в Анголі в 1970 році

Близько 96 % населення належить до народів мовної сім'ї банту: овімбунду (37 %), мбунду (25 %), баконго (13 %), лучазі та інші (чокве, гангуела, нханека-хумб, амбо, гереро і ксіндунга). Близько 2 % населення становлять африкано-європейські мулати, живуть також португальці (1 %).

### Мови
Державна мова: португальська. Різні мови народностей банту: умбунду (південна мбунду) — мова овімбунду, кімбунду (північна мбунду), кіконго, чокве, кваньяма.

### Релігії
Релігії в Анголі:
- анімістичні культи (47 %);
- християнство:
  - римо-католики (38 %),
  - протестанти (15 %).

За іншими даними:
- християнство:
  - католицтво — 65 % населення,
  - протестантизм — 25 %,
- місцеві вірування — 10 %.

Діє закон про секуляризацію, відокремлення церкви від держави і школи.
Ангола стала першою країною у світі, де заборонили іслам.

### Охорона здоров'я
Очікувана середня тривалість життя у 2006 році становила 38,6 років: для чоловіків — 37,5 років, для жінок — 39,8 років. Смертність немовлят до 1 року становила 185,4 ‰ (станом на 2006 рік перше місце у світі). Населення забезпечене місцями в стаціонарах лікарень на рівні 1 ліжко-місце на 845 жителів; лікарями — 1 лікар на 15 тис. жителів (станом на 1996 рік). У 1972 році в Анголі налічувалося 18 тис. лікарняних ліжок (3,1 ліжка на 1 тис. мешканців), 423 лікарі (1 лікар на 13,74 тис. мешканців). 
У 2007 році 2,1 % населення було заражено вірусом імунодефіциту (ВІЛ). Щороку від цієї хвороби помирає близько 11 тис. осіб.
У 1993 році 32 % населення було забезпечено питною водою.

### Освіта
Рівень письменності у 2003 році становив 66,8 %: 82,1 % серед чоловіків, 53,8 % серед жінок. Ще у 1975 році 90 % населення було неписьменним. З 1976 року почала здійснюватись програма загальної обов'язкової початкової освіти для населення, ліквідується неписьменність, навчання стало безплатним. Приватні навчальні заклади було націоналізовано. В 1976 році в початкових школах навчалося понад 600 тис. учнів, було створено центр з підготовки педагогічних кадрів. У Луанді в 1963 році було засновано університет, у якому в 1974 році навчалось понад 3,1 тис. студентів.
У країні діє ряд науково-дослідних і наукових товариств, Національна і муніципальна бібліотеки, природничо-історичний та історико-етнографічний музеї.

### Інтернет
У 2001 році всесвітньою мережею Інтернет у Анголі користувались 10 тис. осіб.

## Культура

### Архітектура
Селища в Анголі мають кругове планування. Житлові будинки прямокутної (зрідка круглої) форми, на каркасі з кілків, обплетені гіллям або обмазані глиною. З приходом європейців з'являються міста, будинки в яких зводяться за типом португальських, у формах бароко й раннього класицизму. У XX столітті споруджуються будинки сучасної європейської архітектури з застосуванням нових конструкцій і матеріалів.

### Образотворче мистецтво
В Анголі здавна розвинуте декоративно-ужиткове мистецтво: різьблення на дереві (статуетки людей і тварин, ритуальні маски, прикрашання меблів), плетіння з трави та соломи, вироби з кераміки, оздоблені геометричним орнаментом.

### Свята
Національне свято — День незалежності (11 листопада).

### Засоби масової інформації
У середині 1970-х років в Анголі видавались 3 щоденні газети загальним тиражем близько 30 тис. примірників: «Діаріу ді Луанда» («Щоденник Луанди», з 1930 року), «Жорнал ді Ангола» («Газета Анголи», з 1923 року) та «Провінсіа ді Ангола» («Провінція Анголи», з 1923 року). Виходять інші інформаційні періодичні видання. Після проголошення незалежності Анголи створені національне інформаційне агентство преси Анголи, організоване Національне радіо.

### Спорт
Одним із найбільш популярних видів спорту в Анголі є футбол. Чемпіонат Анголи з футболу — змагання з футболу серед клубів Анголи, у якому визначається чемпіон країни та представник міжнародних клубних турнірів. Перший розіграш Жирабола стартував 8 грудня 1979 року.